# Comuna Dăneasa, Olt
Dăneasa este o comună în județul Olt, Muntenia, România, formată din satele Berindei, Cioflanu, Dăneasa (reședința), Pestra și Zănoaga.

## Demografie
Componența etnică a comunei Dăneasa
     Români (92,38%)
     Alte etnii (0,31%)
     Necunoscută (7,3%)
Componența confesională a comunei Dăneasa
     Ortodocși (91,95%)
     Alte religii (0,65%)
     Necunoscută (7,4%)
Conform recensământului efectuat în 2021, populația comunei Dăneasa se ridică la 3.217 locuitori, în scădere față de recensământul anterior din 2011, când fuseseră înregistrați 3.827 de locuitori. Majoritatea locuitorilor sunt români (92,38%), iar pentru 7,3% nu se cunoaște apartenența etnică. Din punct de vedere confesional, majoritatea locuitorilor sunt ortodocși (91,95%), iar pentru 7,4% nu se cunoaște apartenența confesională.

## Politică și administrație
Comuna Dăneasa este administrată de un primar și un consiliu local compus din 13 consilieri. Primarul, Nicolae Soare[*], de la Partidul Social Democrat, este în funcție din 2012. Începând cu alegerile locale din 2024, consiliul local are următoarea componență pe partide politice:
|  | Partid                          | Consilieri | Componența Consiliului | Componența Consiliului | Componența Consiliului | Componența Consiliului | Componența Consiliului | Componența Consiliului | Componența Consiliului | Componența Consiliului | Componența Consiliului | Componența Consiliului |
|  | ------------------------------- | ---------- | ---------------------- | ---------------------- | ---------------------- | ---------------------- | ---------------------- | ---------------------- | ---------------------- | ---------------------- | ---------------------- | ---------------------- |
|  | Partidul Social Democrat        | 10         |                        |                        |                        |                        |                        |                        |                        |                        |                        |                        |
|  | Uniunea Salvați România         | 2          |                        |                        |                        |                        |                        |                        |                        |                        |                        |                        |
|  | Alianța pentru Unirea Românilor | 1          |                        |                        |                        |                        |                        |                        |                        |                        |                        |                        |